# Erna von Hoeßlin
Erna von Hoeßlin, auch Erna von Hoesslin und Erna von Hoeßlin-Liebenthal, geborene Erna Liebenthal (* 13. November 1889 in Berlin; † 25. September 1946 bei Sète) war eine deutsche Schauspielerin, Opern-, Lied- und Konzertsängerin (Mezzosopran/Alt). Sie war eine gefeierte Wagner- und Strauss-Sängerin.

## Leben
Erna von Hoeßlin war die Tochter des Prokuristen Louis Liebenthal und dessen Ehefrau Cilly, geb. Silberstein. Nach Abschluss der für Mädchen ihres Standes üblichen Schulbildung nahm Erna Liebenthal Schauspielunterricht an der Schauspielschule des Deutschen Theaters zu Berlin. Ihr erstes Engagement erhielt sie in Bromberg. Es folgten weitere Auftritte in Danzig, Wien und am Nationaltheater Mannheim, wo schließlich ihre Gesangsstimme entdeckt wurde. In Mannheim lernte sie den Komponisten und Dirigenten Franz von Hoeßlin kennen, der aus der Familie Hößlin stammte und den sie 1921 heiratete. Aus der Ehe ging eine Tochter hervor, Ursula (* 1928).
Erna von Hoeßlin setzte ihr Gesangsstudium, mit Unterstützung ihres Ehemanns, in Berlin bei Melanie Kurt und Berta Schelper fort, wo sie große Erfolge als Lied- und Konzertsängerin feierte. Dem folgten Gastspiele an den Musikbühnen von Dessau, Basel, London, Monte Carlo und Breslau. In letztgenannter Stadt war ihr Mann als Generalmusikdirektor tätig. Zu Liebenthals Rollenrepertoire zählten u. a.: Erda, Fricka und Waltraute in Der Ring des Nibelungen, Eboli in Don Carlos, Ulrika in Un ballo in maschera, Santuzza in Cavalleria rusticana, Carmen in Carmen, Octavian in Der Rosenkavalier, Klytämnestra in Elektra, Herodias in Salome, Amme in Die Frau ohne Schatten, Dritte Dame in Die Zauberflöte, Cherubino Le nozze di Figaro, Maddalena in Rigoletto, Suzuki in Madama Butterfly und Idamante in Idomeneo. Ihr umfangreiches Oratorien-, Lied- und Konzertrepertoire umfasste Werke von Johann Sebastian Bach, Johann Christoph Bach, Johannes Brahms, Ludwig van Beethoven, Georg Friedrich Händel, Gustav Mahler, Richard Strauss, Richard Wagner, Franz Schubert, Robert Schumann u. a. m.
Bald nach der Machtergreifung durch die Nationalsozialisten erhielt die Sängerin wegen ihrer jüdischen Abstammung Auftrittsverbot. Die Künstlerin durfte sich in der Öffentlichkeit nicht mehr zeigen. Dieses Vorgehen erboste ihren Mann derart, dass er bei einem Staatsakt nach dem Deutschlandlied den Taktstock niederlegte und das Horst-Wessel-Lied, die quasi offizielle zweite Nationalhymne, das Orchester allein spielen ließ. 1936 emigrierte die Künstlerin mit ihrer Tochter nach Florenz. Die Sängerin litt schwer unter der Ausgrenzung und war viel krank. Ihr Mann versuchte vergeblich, ihr durch einen Befreiungsantrag eine Rückkehr zu ermöglichen. Das Ehepaar Hoeßlin lebte ab Herbst 1943 in Genf.
Erna von Hoeßlin-Liebenthal kam gemeinsam mit ihrem Mann bei einem Flugzeugabsturz in Südfrankreich ums Leben.